# Basilique Notre-Dame de Sameiro

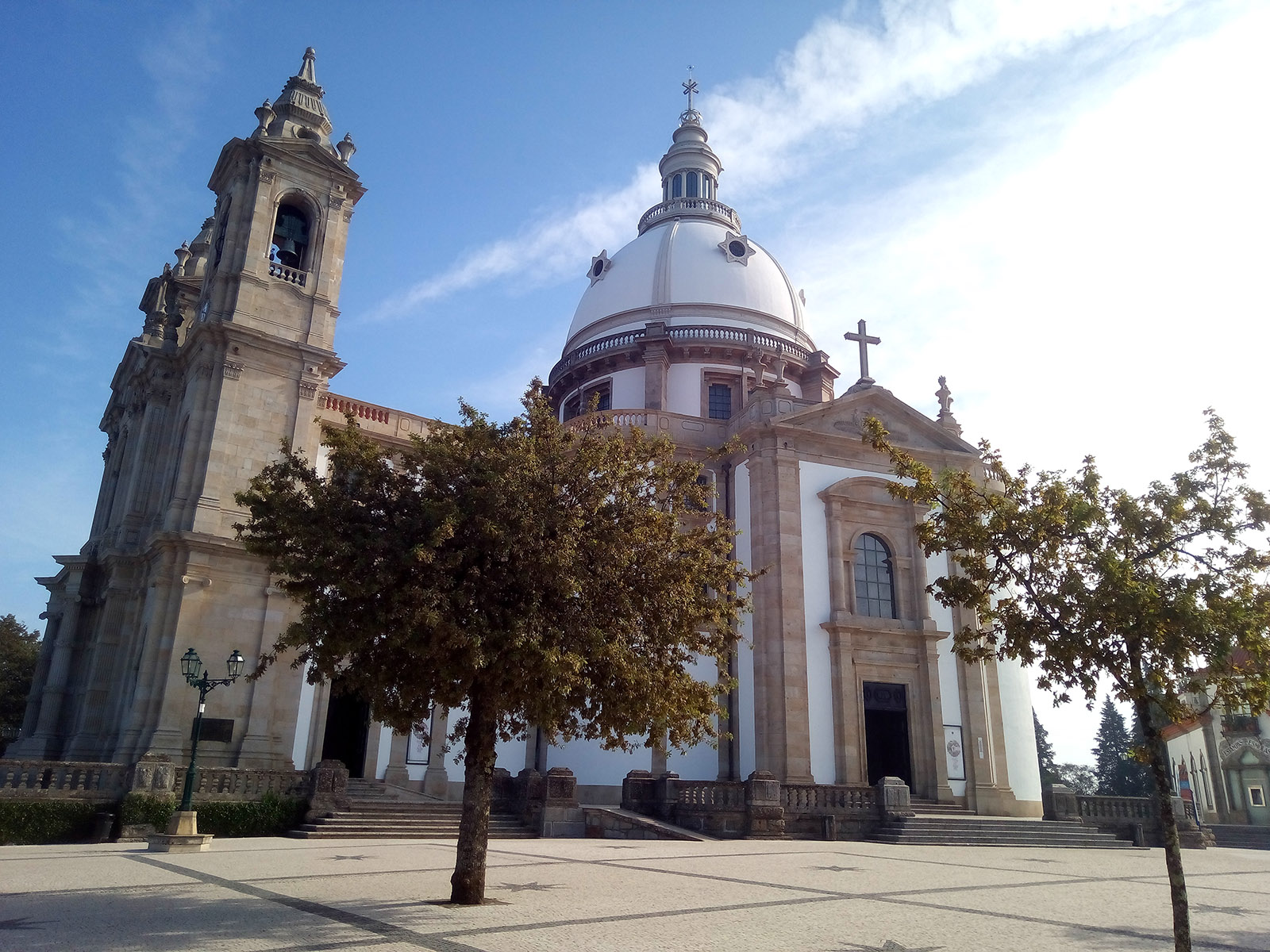
Vue latérale de la basilique

La basilique Notre-Dame de Sameiro (en portugais : Basílica de Nossa Senhora do Sameiro ou Santuario de Sameiro) est une église catholique romaine avec le statut de basilique mineure et de sanctuaire marial à proximité de la ville de Braga, au Portugal . C'est la première église portugaise à être consacrée au dogme de l'Immaculée Conception proclamé en 1854.

## Emplacement

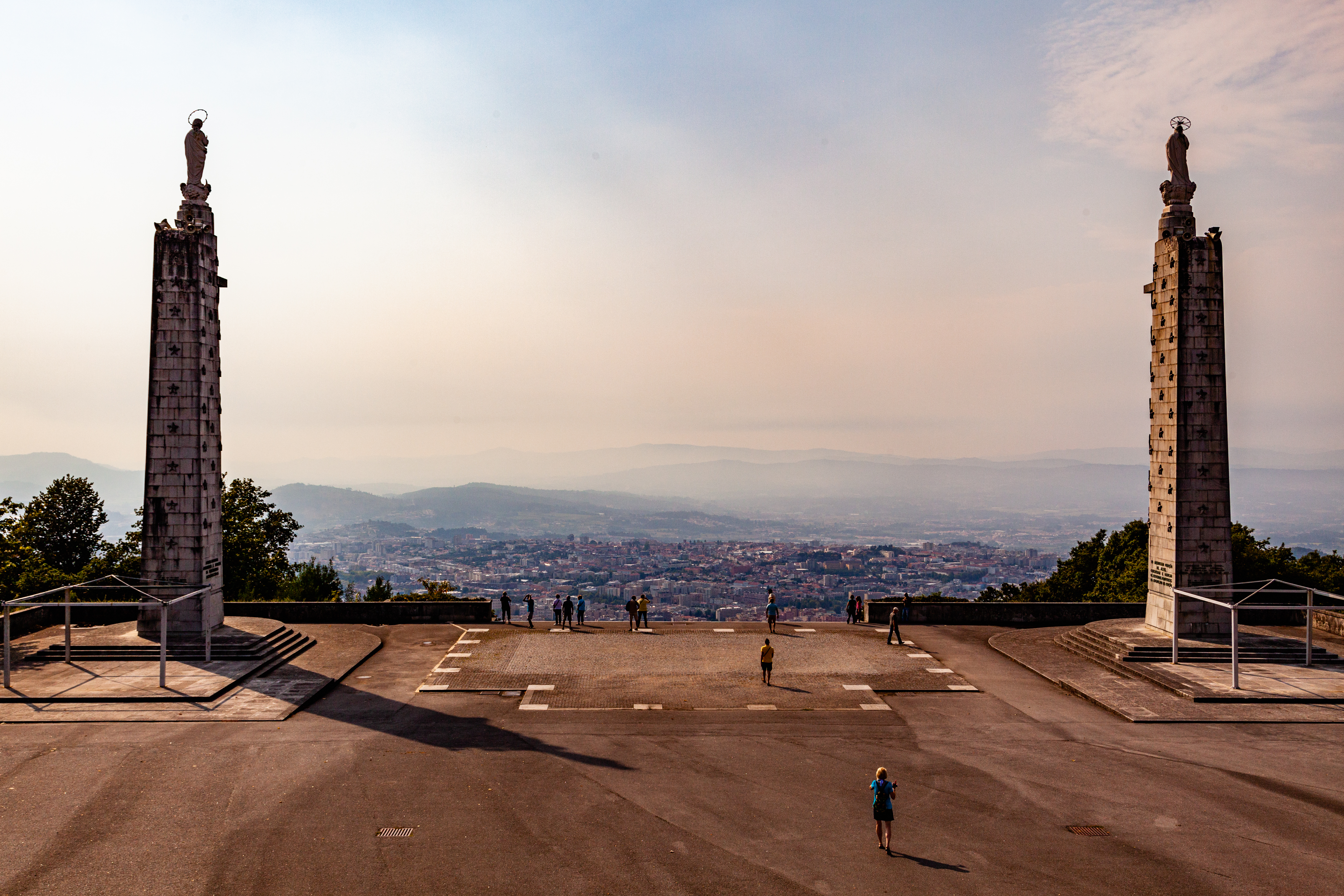
Vue depuis la basilique de Braga

Le site de pèlerinage de Notre-Dame de Sameiro est situé sur un point de vue occidental au-dessus de Braga. Le large escalier avec quelques figures de saints s'étend sur une longueur de 300 mètres sur environ 40 mètres de dénivelé, dominé par celui sur 566 m de la basilique debout. C'est l'un des lieux de dévotion mariale les plus visités au Portugal et il attire chaque année de nombreux fidèles lors des pèlerinages du premier dimanche de juin au dernier dimanche d'août. Une grotte de Lourdes dans le complexe fait référence au site de pèlerinage français Lourdes avec le même patronage .

## Basilique

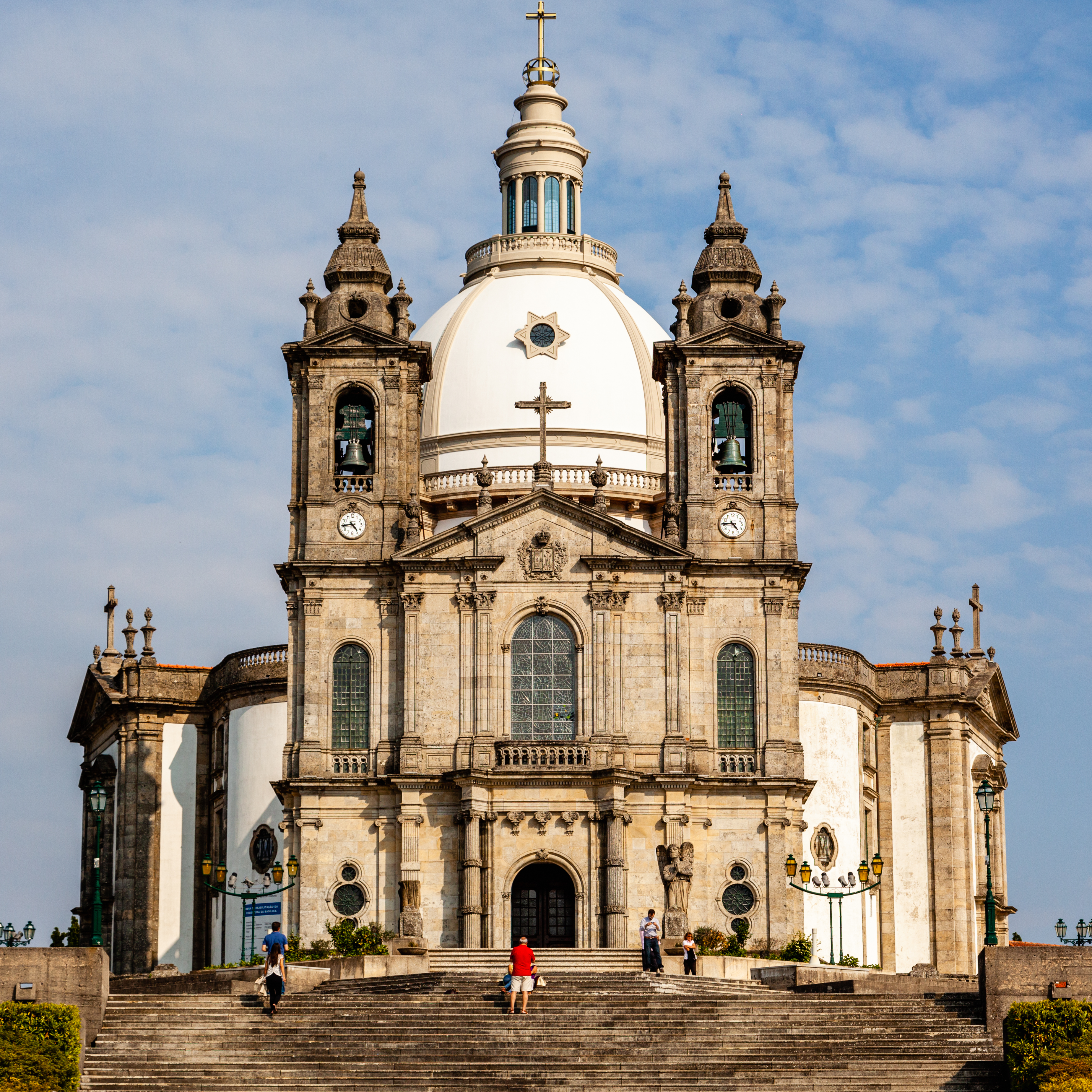
Basilique Notre-Dame de Sameiro

La construction de l'installation a commencé le 14 mai 1863 sous la direction du Père Martinho da Silva. La première œuvre d'art du complexe était une statue en marbre de la Vierge par l'italien Emídio Carlos Amatucci. Une première chapelle fut achevée en 1880 et abritait l'image du saint patron, que le sculpteur Eugenio Maccagnani créa à Rome et apporta au sanctuaire en 1880.

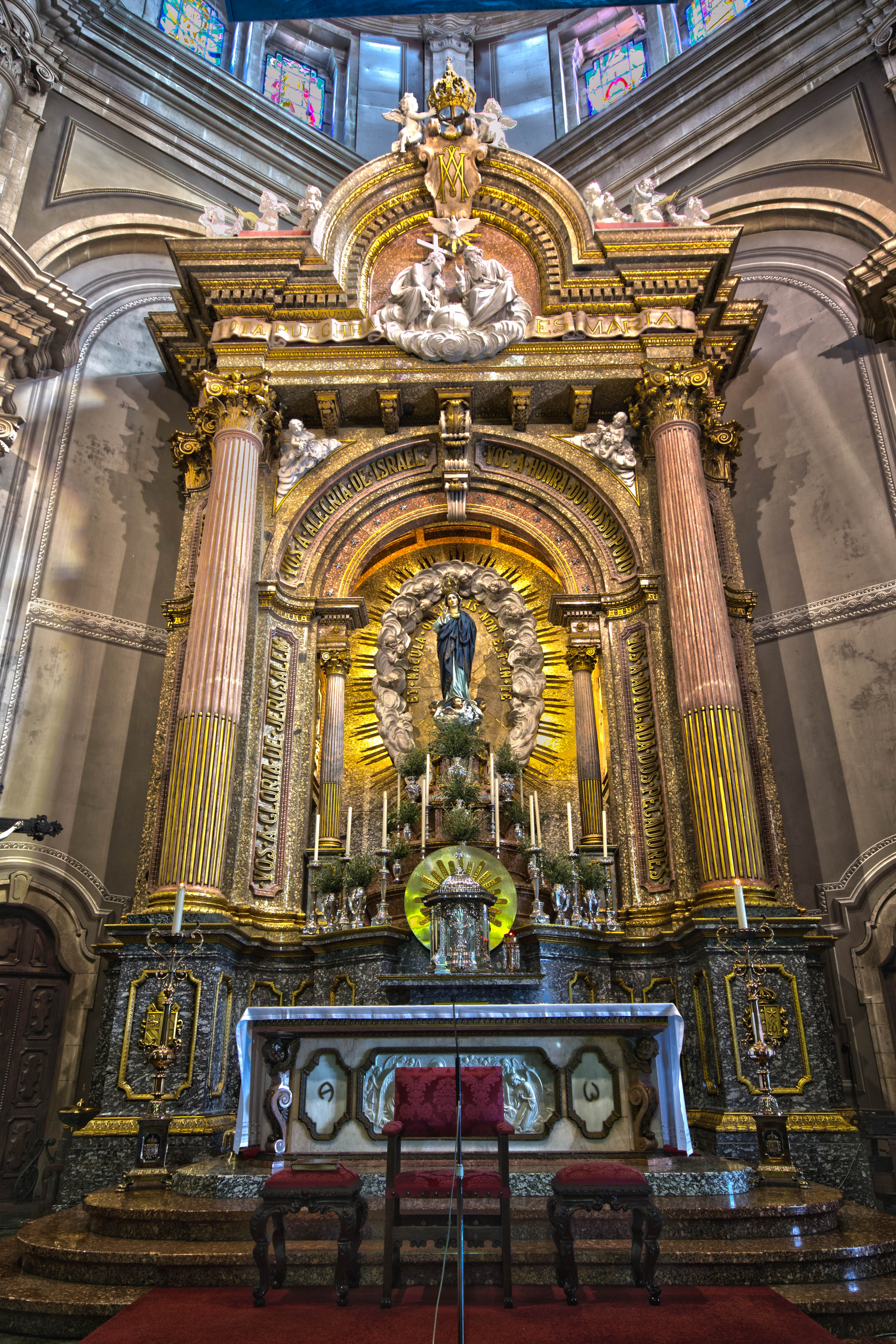
Maître-autel

La construction de l'église a commencé avec la pose de la première pierre en 1890 par l'archevêque de Braga, Antonio Honorato. L'église à nef unique a été construite comme une église cruciforme dans le style néoclassique avec un haut dôme et une façade à double tour avec les clochers. En 1904, il y eut un couronnement de Marie, la couronne dont Roque Gameiro (1892-1944) avait fait pour la statue de Marie à l'aide de dons. Le couronnement a eu lieu à la mémoire du 50ème anniversaire de la définition dogmatique de l'Immaculée Conception le 12 décembre juin 1904. En 1941, le maître-autel en granit avec des colonnes de marbre rouge flanquant et la statue de la Vierge Marie au centre, qui comprend également un tabernacle d'argent, a été consacré. En 1953, l'église a pu être achevée. Une crypte a été construite pour les pèlerins en 1979, dans laquelle le Père Martinho da Silva a été enterré. En 2004, une croix lumineuse a été placée sur le dôme au-dessus d'une sphère armillaire .

## Statut
L'église a reçu en 1964 par le pape Paul VI le rang de basilique mineure. Le pape Jean-Paul II a visité le sanctuaire marial le 15 mai 1982 et lui a décerné la Rose d'Or en 2004  . L'église est inscrite au registre des monuments portugais .